# Gibbula pennanti
Gibbula pennanti là một loài ốc biển nhỏ, là động vật thân mềm chân bụng sống ở biển nằm trong họ Trochidae, họ ốc đụn.

## Hình ảnh

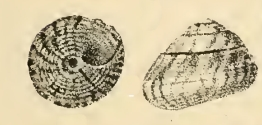
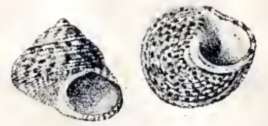
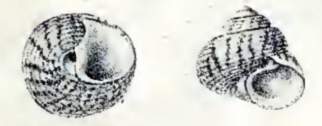